# Hole-in-the-Wall Provincial Park
Der Hole-in-the-Wall Provincial Park („hole in the wall“ englisch für „Loch in der Wand“) ist ein 137 Hektar großer Provincial Park in der kanadischen Provinz British Columbia. Das Schutzgebiet wurde am 29. Juni 2000 eingerichtet und gehört zur Gruppe der kleineren der Provinzparks in British Columbia.
Bei dem Park handelt es sich um ein IUCN-Schutzgebiet der Kategorie III (Naturdenkmal).

## Lage
Der Hole-in-the-Wall Provincial Park befindet sich in den Hart Ranges, einem Teil der kanadischen Rocky Mountains, und am westlichen Rand des Tumbler Ridge UNESCO Global Geoparks. Der Provinzpark liegt am rechten Flussufer des Sukunka River. Dieser begrenzt das Schutzgebiet im Norden. Der Park hat eine annähernd rechteckige Gestalt. Die Längsausdehnung in Ost-West-Richtung beträgt 1,6 km, die Breite in Nord-Süd-Richtung 800 m. Das Gebiet liegt in Höhen zwischen 740 m und 1060 m.

## Zugang
Die Sukunka Forest Service Road führt vom Highway 29 über den nahe gelegenen Sukunka Falls Provincial Park zum Hole-in-the-Wall Provincial Park. Von den in der näheren Umgebung gelegenen Orten Chetwynd und Tumbler Ridge sind es 73 bzw. 119 km Fahrtstrecke zum Park.

## Flora und Fauna
Innerhalb des Ökosystems von British Columbia wird das Parkgebiet zum Teil der Sub-Boreal Spruce Zone und zum Teil der Englemann Spruce Subalpine Fir Zone zugeordnet. Eine solche biogeoklimatische Zone zeichnet sich durch ein vergleichbares Klima und gleiche oder ähnliche biologische sowie geologische Voraussetzungen aus. Daraus resultiert in den jeweiligen Zonen dann ein sehr ähnlicher Bestand an Pflanzen und Tieren.

## Attraktion
Die Attraktion des Schutzgebietes bildet eine außergewöhnlich starke Quelle am Nordhang eines Berges. Das Wasser strömt aus einem Spalt in der aus Kalkstein bestehenden Felswand. Ein 40 m langer Fußweg führt von der Straße zur Quelle.

## Infrastruktur
Der Park bietet sehr wenig Infrastruktur. Wilderness Camping ist erlaubt. Es gibt offenbar Feuerstellen.